# 同時奪得不同奧運項目獎牌的運動員列表
本列表顯示出同時奪得夏季奧運會和冬季奧運會獎牌的運動員。至2016年夏季奧運，共有5位選手分別在不同的奧運會中取得獎牌，當中4人參與不同的項目。

## 夏季與冬季
| 運動員 (國籍) | 運動員 (國籍)                    | 夏季奧運 | 夏季奧運         | 夏季奧運              | 冬季奧運            | 冬季奧運            | 冬季奧運                | Ref   |
| 運動員 (國籍) | 運動員 (國籍)                    | 年份     | 獎牌             | 項目                  | 年份                | 獎牌                | 項目                    | Ref   |
| ------------- | -------------------------------- | -------- | ---------------- | --------------------- | ------------------- | ------------------- | ----------------------- | ----- |
|               | 伊利斯·格拉夫斯特伦 ( 瑞典)      | 1920年   | 金牌             | 花樣滑冰 男子單人滑   |                     |                     |                         |       |
| 1924年        | 伊利斯·格拉夫斯特伦 ( 瑞典)      | 1920年   | 金牌             | 花樣滑冰 男子單人滑   | 金牌                | 花樣滑冰 男子單人滑 |                         |       |
| 1928年        | 伊利斯·格拉夫斯特伦 ( 瑞典)      | 1920年   | 金牌             | 花樣滑冰 男子單人滑   | 金牌                | 花樣滑冰 男子單人滑 |                         |       |
| 1932年        | 伊利斯·格拉夫斯特伦 ( 瑞典)      | 1920年   | 金牌             | 花樣滑冰 男子單人滑   | 銀牌                | 花樣滑冰 男子單人滑 |                         |       |
|               | 埃迪·伊根 ( 美国)                | 1920年   | 金牌             | 拳擊 次重量級         | 1932年              | 金牌                | 雪車 男子4人賽          | [ 1 ] |
|               | 雅各布·图林·泰唔士 ( 挪威)       | 1936年   | 銀牌             | 帆船8米級             | 1924年              | 金牌                | 跳台滑雪 大台           | [ 2 ] |
|               | 克丽斯塔·卢丁-罗滕布格尔 ( 東德) | 1988年   | 銀牌             | 自行車 女子追逐賽     |                     |                     |                         |       |
| 1984年        | 克丽斯塔·卢丁-罗滕布格尔 ( 東德) | 1988年   | 銀牌             | 自行車 女子追逐賽     | 金牌                | 速度滑冰 女子500米  |                         |       |
| 1988年        | 克丽斯塔·卢丁-罗滕布格尔 ( 東德) | 1988年   | 銀牌             | 自行車 女子追逐賽     |                     |                     |                         |       |
| 金牌          | 克丽斯塔·卢丁-罗滕布格尔 ( 東德) | 1988年   | 銀牌             | 自行車 女子追逐賽     | 速度滑冰 女子1000米 |                     |                         |       |
| 銀牌          | 克丽斯塔·卢丁-罗滕布格尔 ( 東德) | 1988年   | 銀牌             | 自行車 女子追逐賽     | 速度滑冰 女子500米  |                     |                         |       |
| 1992年        | 克丽斯塔·卢丁-罗滕布格尔 ( 東德) | 1988年   | 銀牌             | 自行車 女子追逐賽     | 銅牌                | 速度滑冰 女子500米  |                         |       |
|               | 克拉拉·休斯 ( 加拿大)            | 1996年   | 銅牌             | 自行車 女子公路賽     | 2002年              | 銅牌                | 速度滑冰 女子5000米     |       |
| 2006年        | 克拉拉·休斯 ( 加拿大)            | 1996年   | 銅牌             | 自行車 女子公路賽     | 銀牌                | 速度滑冰 女子團體   |                         |       |
| 2006年        | 克拉拉·休斯 ( 加拿大)            | 1996年   | 銅牌             | 自行車 女子公路計時賽 | 金牌                | 速度滑冰 女子5000米 |                         |       |
| 2010年        | 克拉拉·休斯 ( 加拿大)            | 1996年   | 銅牌             | 自行車 女子公路計時賽 | 銅牌                | 速度滑冰 女子5000米 |                         |       |
|               | 劳琳·威廉斯 ( 美国)              | 2004年   | 銀牌             | 田徑 女子100米        | 2014年              | 銀牌                | 雪車 女子雙人           |       |
| 2012年        | 劳琳·威廉斯 ( 美国)              | 金牌     | 田徑 女子4X100米 |                       | 2014年              | 銀牌                | 雪車 女子雙人           |       |
|               | 埃迪·阿爾瓦雷斯 （ 美国）        | 2020年   | 銀牌             | 棒球                  | 2014年              | 銀牌                | 短道速滑 男子5000米接力 |       |

## 夏季

### 游泳和水球
- 保罗·拉德米洛维奇（英国）
- 约翰尼·维斯穆勒（美国）
- 热拉尔·布利茨（比利时）
- 蒂姆·肖（美国）

### 其他夏季項目
- 莫里斯·柯克西（美国）（田徑和橄欖球）
- 特迪·弗拉克（田徑和網球）
- 卡奇·基拉伊（美国）（室內排球和沙灘排球）
- Otto Herschmann（奥地利）（游泳和擊劍）
- 卡爾·舒曼（德国）（體操和角力）
- 丽贝卡·罗梅罗（英国）（自由車和划船）
- 罗斯维塔·克劳泽（德国）（游泳和手球）
- Walter W. Winans（美国）（射擊和雕塑）
- 豪約什·奧爾弗雷德（匈牙利）（游泳和建築）
- 康恩·芬德利（美国）（划船和帆船）
- 達尼埃爾·諾林（瑞典）（體操和馬術）
- 弗里茨·霍夫曼（德国）（體操和田徑）
- 奧斯瓦爾德·霍爾姆貝里（瑞典）（體操和拔河）
- 古斯塔夫·迪爾森（瑞典）（現代五項和擊劍）

## 冬季

### 越野滑雪和北歐混合滑雪
- 托尔莱夫·海于格（挪威）
- 约翰·格勒蒂姆斯布罗滕（挪威）
- Thoralf Strømstad（挪威）
- 奥德比约恩·哈根（挪威）

### 其他冬季奧運項目
- Anfisa Reztsova（苏联）（冬季兩項和越野滑雪）
- 苏西·埃德曼（德国）（雪橇和雪車）
- 格尔达·魏森施泰纳（意大利）（雪橇和雪車）
- 埃里克·弗莱姆（美国）（競速滑冰和短道競速滑冰）

## 另見
- 获得多个奥运会金牌的运动员列表
- 单届奥运会上获得多个奥运会金牌的运动员列表
- 奥林匹克运动会奖牌统计